# Battaglia di Guadalajara
La battaglia di Guadalajara (8 - 23 marzo 1937) fu una delle più propagandate battaglie della guerra civile spagnola. Fu combattuta tra le forze della Seconda Repubblica Spagnola e delle brigate internazionali da una parte, e i nazionalisti di Francisco Franco della Divisìon Soria, affiancati al Corpo Truppe Volontarie (CTV), che sostenne il peso principale dello scontro, dall'altra. La battaglia si concluse con il successo difensivo dei repubblicani, che fermarono la branca settentrionale della manovra di accerchiamento di Madrid.
La battaglia iniziò con un'offensiva italiana l'8 marzo che si spinse fino al borgo di Trijueque il giorno 13. Tra il 12 e il 14 le forze italiane si assestarono sulle posizioni raggiunte, respingendo i primi contrattacchi repubblicani, in attesa che la branca meridionale della manovra d'accerchiamento (fronte dello Jarama) si mettesse in moto. Il 15 marzo i repubblicani, forti dell'inattività del fronte sud, riuscirono a far affluire forze fresche assieme a un'intera brigata di carri armati sovietici e pianificarono una controffensiva.
Il 18 marzo, grazie a una puntata in massa di carri T26-B contro le linee italiane, i repubblicani forzarono il ripiegamento dello schieramento nazionalista, recuperando circa la metà del terreno perso dall'inizio dell'offensiva. Sulle nuove posizioni i due schieramenti si affrontarono fino al 23 marzo senza più modifiche di rilievo del fronte, quando il CTV venne avvicendato da truppe nazionaliste spagnole, poiché di fronte all'inattività delle forze di Franco sul fiume Jarama, il generale Roatta, comandante delle forze italiane, ritenne inutile proseguire l'offensiva dopo aver perduto il vantaggio numerico.
La battaglia venne così considerata dai fascisti una battuta d'arresto e dai repubblicani una vittoria, il cui valore simbolico e propagandistico superò di gran lunga quello meramente strategico. Nella battaglia si affrontarono anche per la prima volta italiani fascisti del CTV e antifascisti del Battaglione Garibaldi inserito all'interno della XII Brigata internazionale in quella che fu definita "una guerra civile nella guerra civile".

## Attività precedenti
Dopo il fallimento della terza offensiva contro Madrid, il generale Franco decise di lanciarne una quarta allo scopo di chiudere la morsa sulla capitale. Le forze nazionaliste spagnole, reduci dalla battaglia del fiume Jarama, erano troppo stanche per proseguire le operazioni; perciò si decise di affidare l'offensiva alle forze italiane, reduci dalla presa di Malaga, ritenendo che avrebbero potuto avere facilmente la meglio sui repubblicani, molto indeboliti dopo la battaglia sul Jarama. Mussolini, che avrebbe preferito un'azione contro i porti mediterranei, volta a isolare la Repubblica dalle sue basi d'approvvigionamento, approvò comunque il piano e affidò l'operazione al suo corpo di spedizione.
Secondo i piani del comandante italiano, generale Mario Roatta, le forze italiane avrebbero dovuto circondare le difese di Madrid da nord-ovest. Dopo essersi riunite con i nazionalisti partiti dal fiume Jarama presso la cittadina di Alcalà, avrebbero ottenuto l'accerchiamento della capitale. Le truppe italiane avrebbero condotto l'attacco principale. La divisione spagnola "Soria" era presente per coprire l'ala destra dello schieramento, ma non prese parte ai primi cinque giorni di combattimenti, inviando successivamente solo una brigata in zona operativa. L'attacco iniziò al passo di Guadalajara-Alcalá de Henares, largo 25 km. Attraversata da cinque strade importanti, la zona era particolarmente adatta per un'avanzata; inoltre vi erano altre tre strade dirette verso Guadalajara, che permettevano la cattura anche di quest'ultima città. Le forze nazionaliste erano composte da 35 000 soldati, 222 cannoni, 108 carri leggeri CV33 e CV35, 32 autoblindo, 3 685 automezzi e 60 caccia Fiat C.R.32.
Molto più ridotte erano inizialmente le forze repubblicane: esse consistevano nella 12ª divisione dell'Esercito Popolare Repubblicano, comandata dal colonnello Lacalle. Ai suoi ordini vi erano 10 000 soldati con soli 5 900 fucili, 85 mitragliatrici e 15 cannoni. Nell'area era stata inviata anche una compagnia di carri armati leggeri T-26 e Renault. Non erano state costruite opere difensive nella zona, poiché si riteneva che l'offensiva fascista sarebbe arrivata da sud.

## Forze impiegate
Sebbene sulla carta gli italiani e i franchisti potessero contare su cinque divisioni (quattro italiane semi-motorizzate e una pesante spagnola) oltre a una brigata autonoma mista italo-spagnola, le forze effettivamente coinvolte nello scontro si ridussero a due divisioni italiane per volta (la 2a e la 3a fino al 13, avvicendate quindi da 1a e 4a a partire dal 14) e alla brigata "XXIII Marzo". La divisione "Soria" inoltre era schierata su un fronte che andava dai passi sulla Sierra di Guatarrama fino alla Strada di Francia, e di fatto impiegò in zona d'operazioni la sola brigata comandata dal generale Marzo.
I repubblicani, dal canto loro, poterono rapidamente triplicare il numero degli effettivi a disposizione, facendo affluire dal fronte dello Jarama e dalla capitale due divisioni (la 11a e la 14a) e una brigata carri armati. I repubblicani poterono inoltre contare sulla superiorità aerea grazie ai loro aeroporti meno funestati dal maltempo di quelli fascisti, che avevano piste in terra battuta inondate dal fango. Alla fine della battaglia risultarono schierati sul fronte di Guadalajara 52 battaglioni repubblicani, equivalente ad un numero di soldati che oscilla tra i 30 000 e i 35 000 uomini.

## Offensiva italiana

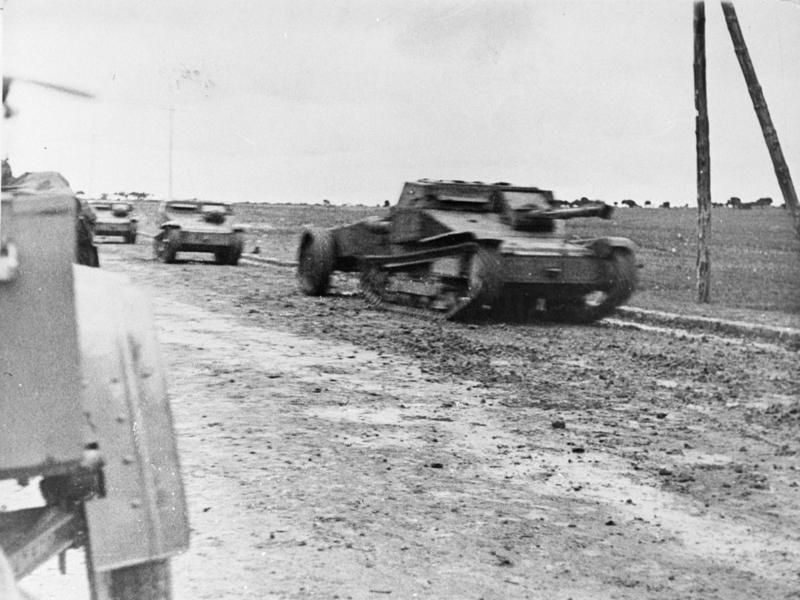
Tankette L3 italiane durante l'offensiva di Guadalajara

### 8 marzo
Dopo 30 minuti di cannoneggiamenti e attacchi aerei sulle posizioni nemiche, gli italiani della 2ª Divisione CC.NN. "Fiamme Nere" iniziarono ad avanzare verso la 50ª brigata repubblicana. Grazie anche ai carri leggeri, riuscirono a spezzare le linee nemiche; tuttavia l'attacco fu rallentato da nebbia e nevischio, che ridussero sensibilmente la visibilità e la 3ª Divisione CC.NN. "Penne Nere" motorizzata non riuscì a oltrepassare la sottile linea repubblicana e raggiungere Torija. Le forze italiane guadagnarono una decina di km di terreno, conquistando le cittadine di Mirabueno, Alaminos e Castejón. In seguito alla ritirata, il comandante repubblicano chiese che gli fossero messi a disposizione i carri già presenti nella regione, nonché dei rinforzi in termini di uomini. Le truppe italiane non avevano esperienza di combattimento e mostrarono una scarsa propensione all'attacco.

### 9 marzo
Le truppe italiane proseguirono l'assalto alle posizioni repubblicane. L'attacco fu portato avanti con i carri armati, ma ebbe di nuovo scarso successo a causa della visibilità, permettendo la ritirata della 50ª brigata. Intorno a mezzogiorno, l'avanzata degli italiani fu interrotta dai battaglioni "E. André", "E. Thaelmann" e "Commune de Paris" della XI Brigata internazionale. Tuttavia le truppe italiane erano riuscite ad avanzare di altri 15 km e a prendere Almadrones, Cogollor e Masegoso. Nella serata, le formazioni italiane raggiunsero i sobborghi di Brihuega, dove si fermarono per aspettare che si allargasse un varco tra le linee repubblicane. Questa sosta, sebbene incompatibile con la strategia di guerra-lampo che gli italiani stavano seguendo in precedenza, fu motivata dalla necessità di far riposare i soldati.
Il 9 marzo le forze repubblicane consistevano nella XI Brigata internazionale, due batterie di artiglieria e due compagnie di fanteria provenienti dalla 49ª brigata della 12ª divisione dell'esercito regolare. In totale vi erano 1 850 soldati con 1 600 fucili, 34 mitragliatrici, 6 cannoni e 5 carri armati. Sul finire della giornata il colonnello Enrique Jurado ricevette l'ordine di schierare l'11ª divisione di Líster al centro, sulla strada Madrid–Saragozza presso Torija, la 12ª divisione sulla sinistra e la 14ª sulla destra.

### 10 marzo
I repubblicani ricevettero nuovi rinforzi: la XII Brigata internazionale (composta dal battaglione Jarosław Dabrowski e dal battaglione italiano Garibaldi), tre batterie di artiglieria e un battaglione di carri. Le loro forze ammontavano così a 4 350 soldati, 8 mortai, 16 cannoni e 26 carri leggeri.
Nella giornata le truppe italiane effettuarono dei bombardamenti, sia aerei che con l'artiglieria pesante, e attaccarono la XI Brigata internazionale, senza successo. In quel momento le forze italiane erano composte da 26 000 soldati, 900 mitragliatrici, 130 carri armati e numerosi cannoni. I nazionalisti presero le cittadine di Miralrío e Brihuega, quest'ultima senza incontrare resistenza.
Nel pomeriggio gli italiani continuarono ad attaccare la XI e la XII Brigate internazionali, sempre con scarso successo. A Torija le truppe italiane del CTVI si scontrarono con il Battaglione Garibaldi, comandato temporaneamente da Ilio Barontini, essendo stato ferito in una precedente battaglia il comandante Pacciardi. Durante i combattimenti, gli uomini del Garibaldi colsero l'occasione per invitare i loro connazionali fascisti a passare nelle file repubblicane. Gli attacchi furono fermati verso sera, e i nazionalisti italiani prepararono delle postazioni difensive.
Sul finire del giorno, Lacalle presentò le dimissioni, ufficialmente per motivi di salute, ma probabilmente per risentimento, essendo stato scavalcato da Jurado. Il comando della 12ª divisione fu affidato al comunista italiano Nino Nannetti.

### 11 marzo
Gli italiani riuscirono ad avanzare verso le posizioni delle Brigate internazionali XI e XII, che furono costrette a retrocedere sulla strada principale. L'avanguardia italiana fu fermata a circa 3 km da Torija. La divisione spagnola nazionalista "Soria" conquistò Hita e Torre del Burgo.

## Contrattacchi repubblicani

### 12 marzo

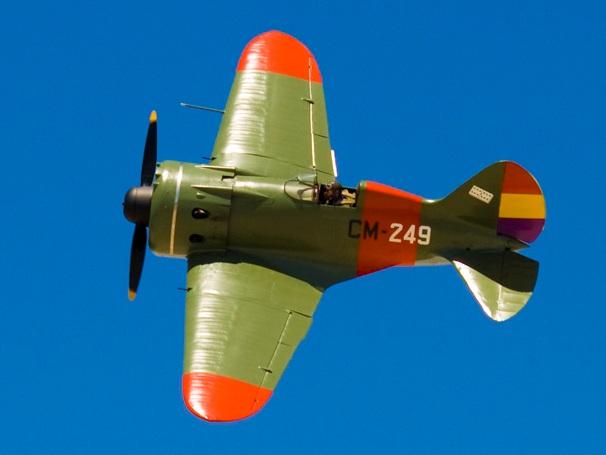
Un I-16 coi colori dell'Ejército popular Repúblicano de España preservato in condizioni di volo

Le forze repubblicane agli ordini di Líster si riorganizzarono e lanciarono un contrattacco a mezzogiorno. Quasi 100 caccia Chato e Rata (il soprannome in spagnolo dello I-16, Topo) e due squadroni di bombardieri Tupolev SB (soprannominati dai sovietici Katiusha) erano stati resi disponibili ad Albacete. I Fiat CR.32 dell'aviazione nazionalista erano invece bloccati in aeroporti allagati; i repubblicani non risentirono di questo problema poiché l'aeroporto di Albacete aveva la pista asfaltata. Dopo un bombardamento sulle posizioni italiane, la fanteria repubblicana affiancata da carri leggeri T-26 e BT-5 attaccò le linee nemiche. Molti carri italiani vennero persi quando il generale Roatta tentò di cambiare lo schieramento delle sue unità motorizzate sul terreno fangoso; molti rimasero bloccati, diventando facile bersaglio per i caccia repubblicani. L'avanzata raggiunse Trijueque, mentre un contrattacco italiano non riuscì a recuperare il terreno perduto.
A Palacio de Ibarra i fascisti italiani subirono una sconfitta da parte di volontari antifascisti italiani del Battaglione Garibaldi (inquadrato nella 12ª Brigata Internazionale), guidati abilissimamente da Ilio Barontini e Luigi Longo quale Commissario Generale delle Brigate Internazionali.

### 13 marzo
Un altro attacco repubblicano su Trijueque, Casa del Cobo e Palacio de Ibarra da parte del Battaglione Garibaldi ebbe eccezionale successo: le camicie nere della 'Bandera Indomita' vennero annientate. Il piano era di concentrare l'11ª divisione di Líster e tutte le unità corazzate sulla strada di Saragozza, mentre la 14ª divisione di Mera attraversava il fiume Tajuña per attaccare Brihuega. Gli italiani furono avvertiti di questa possibilità dal capo delle operazioni spagnolo, colonnello Barroso, ma ignorarono l'allarme. Mera ebbe molte difficoltà nell'attraversamento, ma membri locali del CNT gli consigliarono un posto adatto per posizionare un ponte galleggiante.

### 14-17 marzo
Il 14 marzo le formazioni di fanteria repubblicane rimasero a riposo, mentre l'aviazione attaccava con successo i nemici. Le Brigate internazionali si stabilirono fermamente in Palacio de Ibarra e riconquistarono Brihuega dalle mani dei fascisti italiani. Nei giorni seguenti i repubblicani riorganizzarono e concentrarono ancora le forze.
In quel momento i repubblicani avevano circa 20 000 uomini, 17 mortai, 28 cannoni, 60 carri leggeri e 70 aerei.
Le forze italiane e spagnole nazionaliste avevano invece circa 45 000 uomini, 70 mortai, 200 cannoni, 80 carri leggeri L3 e 50 aerei.

### 18 marzo
All'alba, Mera guidò la 14ª divisione oltre il ponte galleggiante sul fiume Tajuña. Il nevischio gli garantì una certa copertura, ma ritardò anche le operazioni. Dopo mezzogiorno, il tempo era migliorato abbastanza da permettere all'aviazione repubblicana di attaccare. Intorno alle 13:30, Jurado diede l'ordine di attacco. Líster, dopo un'iniziale avanzata su alcuni reparti italiani della 1ª Divisione CC.NN. Dio lo Vuole coi carri della Brigata Pavlov, fu rallentato dalla divisione italiana Littorio. Proprio mentre le truppe di Lìster venivano costrette a ritirarsi (con il battaglione Thaelmann in prima linea con difficoltà e il Nannetti fortemente ridotto di organici), il Generale di divisione Edmondo Rossi (soprannome Arnaldi) fu informato di essere stato accerchiato dai carri sovietici. Consapevole della inadeguatezza tecnica dei mezzi blindati italiani, ordinò la ritirata immediata, scoprendo il fianco sinistro della Littorio. Per le formazioni italiane si aprì la possibilità di un disastro completo che in effetti si produsse.

### 19-23 marzo

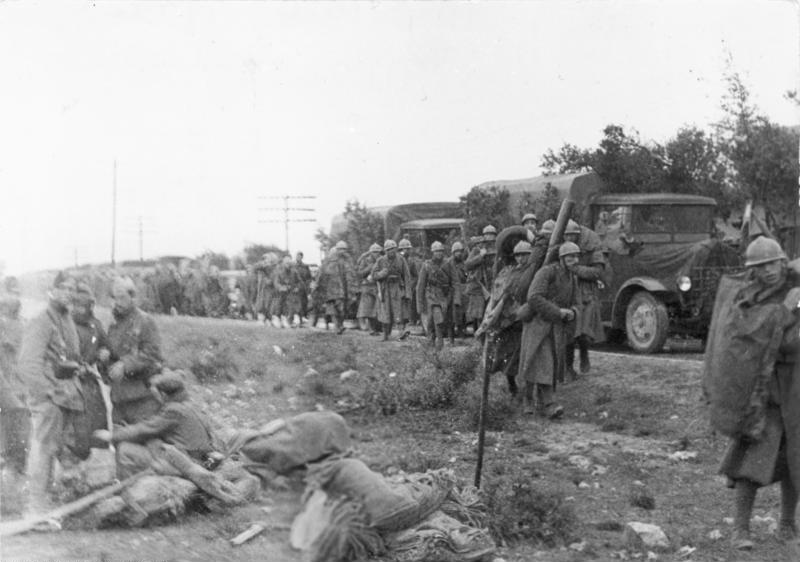
Truppe italiane al termine della battaglia

Le truppe repubblicane impiegarono 24 ore a riorganizzarsi dalle perdite subite il 18 e a rendersi conto che gli italiani avevano ripiegato. Avanzarono riconquistando i borghi di Gajanejos e Villaviciosa de Tajuña. Il 20 e 21 tentarono nuovi assalti coi carri di Pavlov, fermati dalla divisione Littorio. La controffensiva fu fermata definitivamente sulla linea Valdearenas–Ledanca–Hontanares.
Il 23 marzo l'ultimo attacco repubblicano si arrestò, per esaurimento dello slancio, sulle linee italiane e iniziò nei giorni successivi l'avvicendamento delle divisioni del CVT con truppe franchiste.

## Significato
La battaglia di Guadalajara, militarmente non decisiva, ebbe grande risonanza internazionale; il fascismo aveva infatti subito il primo chiaro arresto ad opera di forze popolari di cui erano parte anche volontari antifascisti italiani. L'evento assunse importanza politica e inferse un duro colpo al prestigio del fascismo e di Mussolini personalmente.
Sull'aria della nota canzonetta fascista "Faccetta Nera", molto diffusa tra i soldati di Mussolini, gli antifascisti spagnoli (ma anche i franchisti) cantarono sul ritornello:
Guadalajara no es Abisinia!

porque los rojos tiran las bombas de piñas,

los italianos se van, se van!

y de recuerdo un cadaver dejaràn!
(Guadalajara non è l'Abissinia! perché i "rossi" tirano bombe ananas (a mano, a frammentazione), gli italiani se ne vanno, se ne vanno! e per ricordo un cadavere lasceranno).
Come sottotitola Olao Conforti nel saggio Guadalajara, la battaglia fu per la futura Resistenza italiana, la «prima sconfitta del fascismo».
La battaglia fu l'unica chiara vittoria repubblicana e venne ampiamente sfruttata dalla propaganda repubblicana e antifascista: tuttavia non si tramutò nella svolta decisiva a favore della Repubblica anche se Herbert Matthews sul New York Times, scrisse che Guadalajara era "per il fascismo quello che la sconfitta di Bailén era stata per Napoleone". Sul piano strategico, la vittoria repubblicana evitò l'accerchiamento di Madrid, mettendo fine alla speranza di Franco di schiacciare la Repubblica con un assalto decisivo alla sua capitale. Dietro consiglio dei tedeschi, Franco decise di adottare una nuova strategia, meno impetuosa di quella auspicata da Mussolini, conquistando pazientemente un territorio dopo l'altro, a partire dal nord. In tal senso alcuni storici  ritengono che Franco non fu affatto contrariato dalla sconfitta che ridimensionò le velleità dell'ingombrante alleato.
Guadalajara minò il morale degli italiani del CTV e Mussolini che aveva personalmente orchestrato lo schieramento delle sue truppe, sperando di ricavare gloria in caso di successo, decise di sostituire il generale Roatta con il generale Ettore Bastico e soprattutto di rimanere in Spagna e di potenziare il suo corpo di spedizione per risollevare il suo prestigio e quello del fascismo italiano. La sconfitta quindi garantì anche che gli italiani avrebbero continuato a combattere, poiché Mussolini avrebbe inseguito una vittoria in grado di bilanciare Guadalajara.. Dal punto di vista delle perdite, gli italiani ebbero circa 600 morti e 2 000 feriti, mentre maggiori furono le perdite dei repubblicani, circa 2 000 morti e 4 000 feriti; le perdite degli spagnoli nazionalisti furono marginali. L'esercito repubblicano catturò una grossa quantità di equipaggiamenti di cui aveva un grande bisogno, tra cui 35 pezzi di artiglieria, 85 mitragliatrici e 67 autoveicoli. Le prestazioni delle truppe italiane, fino ad allora ed in seguito molto buone, ebbero una battuta d'arresto nella battaglia di Guadalajara.
Le lezioni tattiche della battaglia furono ambigue e male interpretate. Il fallimento dell'offensiva italiana fu inteso come una dimostrazione della vulnerabilità di attacchi portati avanti da unità corazzate in condizioni sfavorevoli e contro una difesa di fanteria ben organizzata. I comandi militari francesi conclusero che le truppe meccanizzate non fossero un elemento decisivo nella moderna arte della guerra e continuarono a elaborare la loro dottrina militare di conseguenza, con un'eccezione degna di nota in Charles de Gaulle. I tedeschi, invece, non commisero questo errore, ritenendo il fallimento di Guadalajara frutto di errori ed incompetenze da parte dei comandanti italiani.
In verità, entrambi i punti di vista erano fondati: le forze motorizzate italiane, a causa delle carenze tecniche dei mezzi, erano vincolate alla rete stradale, specialmente in caso di condizioni meteorologiche avverse. Risultarono inoltre vulnerabili in assenza di un supporto aereo adeguato (gli strateghi italiani non considerarono queste variabili). Ma anche le valutazioni dei tedeschi sulle carenze delle forze italiane erano corrette. In particolare, i capi militari non avevano la determinazione necessaria per portare avanti le decise avanzate caratteristiche della guerra-lampo.
Protagonisti della battaglia furono i volontari delle Brigate Internazionali, unitamente agli uomini delle unità repubblicane di Lister; in particolare si segnala la 12ª Brigata - Battaglione Garibaldi formato dai volontari antifascisti italiani al comando di Randolfo Pacciardi (anche se quest'ultimo, ferito nella precedente battaglia del Jarama, intervenne a Guadalajara solo nelle fasi finali e il comando fu esercitato dal Vice Commissario politico Ilio Barontini).